# Catedral de San Gabriel (Rodrigues)
La Catedral de San Gabriel (en inglés:  Cathedral of St. Gabriel; en francés: Cathédrale Saint-Gabriel de Rodrigues)  es el nombre que recibe un edificio religioso que funciona como una catedral de la Iglesia Católica y está situado en la localidad de San Gabriel (Saint-Gabriel) en la isla de Rodrigues la tercera más pequeña del archipiélago de las Mascareñas geográficamente parte del país insular y africano de Mauricio.
Es la sede del obispo del vicariato apostólico de Rodrigues (en latín: Vicariatus Apostolicus Rodrigensis). Su construcción comenzó el 18 de octubre de 1936, y fue finalizada el 10 de diciembre de 1939 cuando el país se encontraba bajo el dominio colonial británico.